# Aruba Challenger
L'Aruba Challenger è stato un torneo professionistico di tennis giocato su campi in cemento. Faceva parte dell'ATP Challenger Series. Si giocava annualmente a Aruba in Aruba.

## Albo d'oro

### Singolare
| Anno | Campione       | Finalista      | Punteggio |
| ---- | -------------- | -------------- | --------- |
| 1996 | Vince Spadea   | Grant Stafford | 6–3, 7–5  |
| 1995 | Chris Woodruff | Jim Pugh       | 6–4, 6–2  |

### Doppio
| Anno | Campioni                             | Finalisti                               | Punteggio     |
| ---- | ------------------------------------ | --------------------------------------- | ------------- |
| 1996 | Mahesh Bhupathi (2) Leander Paes (2) | Sébastien Leblanc Grant Stafford        | 6–2, 6–2      |
| 1995 | Mahesh Bhupathi (1) Leander Paes (1) | José Antonio Conde Christo van Rensburg | 6–4, 4–6, 7–6 |